# وزارة الصناعة والانتاج (باكستان)
وزارة الصناعة والإنتاج (بالأردوية: وزارتِ صنعت و پیداوار، پاکستان)‏ ويرأسها وزير الصناعة والإنتاج ووزير الصناعة والإنتاج الباكستاني .

## مؤسسة التنمية الصناعية الباكستانية

### الشركات التابعة
- الشركة الوطنية لتطوير وإدارة المناطق الصناعية
- شركة التطوير التكنولوجي وتنمية المهارات
- مركز كراتشي للأدوات والقوالب والقوالب
- شركة باكستان لتطوير الحجر
- شركة تطوير الأحجار الكريمة والمجوهرات الباكستانية
- شركة باكستان لتطوير الأسلحة الصيدية والرياضية
- شركة الأثاث الباكستانية
- صناعة التطريز في جنوب البنجاب
- آيك هونار آيك نجار
- تنمية مهارات قطاع الكيماويات والطاقة في باكستان

## شركة متاجر المرافق
.

## أنظر أيضاً
- اقتصاد باكستان
- وزارة التجارة (باكستان)

## روابط خارجية
- وزارة الصناعة